# Stammersdorfer Lokalbahn
| 5042.14 des ÖSEK auf einer Sonderfahrt in Pillichsdorf (März 2022) |                                    |                                              |                                              |
| Streckennummer (ÖBB): | 182 01                             |                                              |                                              |
| Kursbuchstrecke (ÖBB): | ex 912                             |                                              |                                              |
| Streckenlänge: | 29,196 km                          |                                              |                                              |
| Spurweite: | 1435 mm (Normalspur)               |                                              |                                              |
| Streckenklasse: | B2 (Obersdorf – Groß Schweinbarth) |                                              |                                              |
| Maximale Neigung: | 10 ‰                               |                                              |                                              |
| Minimaler Radius: | 173 m                              |                                              |                                              |
| Streckengeschwindigkeit: | 100 km/h                           |                                              |                                              |
| |                                    |                                              |                                              |
| \| \| \| von Wien (bis 1931) \| \| \| \| 0,000 \| Stammersdorf (Übergang zur Straßenbahn Wien) \| Stammersdorf (Übergang zur Straßenbahn Wien) \| \| \| \| Landesgrenze Wien / Niederösterreich \| \| \| \| 1,800 \| Rendezvous (Wien) \| Rendezvous (Wien) \| \| \| 3,500 \| Hagenbrunn \| Hagenbrunn \| \| \| 5,900 \| Enzersfeld \| Enzersfeld \| \| \| 7,900 \| Großebersdorf \| Großebersdorf \| \| \| 9,900 \| Eibesbrunn \| Eibesbrunn \| \| \| \| Obersdorf (Laaer Ostbahn) \| \| \| \| 11,942 \| Obersdorf (seit 1988) \| Obersdorf (seit 1988) \| \| \| 12,200 \| Obersdorf (bis 1988) \| Obersdorf (bis 1988) \| \| \| \| Schottergrube Obersdorf (bis 9. Mai 1922) \| \| \| \| \| Rußbach \| \| \| \| 13,536 \| Pillichsdorf \| Pillichsdorf \| \| \| 15,985 \| Groß Engersdorf \| Groß Engersdorf \| \| \| 18,577 \| Bockfließ \| Bockfließ \| \| \| 21,812 \| Auersthal \| Auersthal \| \| \| 25,680 \| Raggendorf Markt \| Raggendorf Markt \| \| \| \| Weidenbach \| \| \| \| \| von Gänserndorf \| \| \| \| 29,196 \| Groß Schweinbarth \| Groß Schweinbarth \| \| \| \| nach Mistelbach \| \| |                                    |                                              |                                              |
| Strecke (außer Betrieb) |                                    | von Wien (bis 1931)                          | von Wien (bis 1931)                          |
| Bahnhof (Strecke außer Betrieb) | 0,000                              | Stammersdorf (Übergang zur Straßenbahn Wien) | Stammersdorf (Übergang zur Straßenbahn Wien) |
| Grenze (Strecke außer Betrieb) |                                    | Landesgrenze Wien / Niederösterreich         | Landesgrenze Wien / Niederösterreich         |
| Haltepunkt / Haltestelle (Strecke außer Betrieb) | 1,800                              | Rendezvous (Wien)                            | Rendezvous (Wien)                            |
| Haltepunkt / Haltestelle (Strecke außer Betrieb) | 3,500                              | Hagenbrunn                                   | Hagenbrunn                                   |
| Haltepunkt / Haltestelle (Strecke außer Betrieb) | 5,900                              | Enzersfeld                                   | Enzersfeld                                   |
| Bahnhof (Strecke außer Betrieb) | 7,900                              | Großebersdorf                                | Großebersdorf                                |
| Bahnhof (Strecke außer Betrieb) | 9,900                              | Eibesbrunn                                   | Eibesbrunn                                   |
| Turmhaltepunkt geradeaus unten (Strecke geradeaus außer Betrieb) |                                    | Obersdorf (Laaer Ostbahn)                    | Obersdorf (Laaer Ostbahn)                    |
| Haltepunkt / Haltestelle Strecke bis hier außer Betrieb | 11,942                             | Obersdorf (seit 1988)                        | Obersdorf (seit 1988)                        |
| ehemaliger Haltepunkt / Haltestelle | 12,200                             | Obersdorf (bis 1988)                         | Obersdorf (bis 1988)                         |
| Abzweig geradeaus und ehemals von rechts |                                    | Schottergrube Obersdorf (bis 9. Mai 1922)    | Schottergrube Obersdorf (bis 9. Mai 1922)    |
| Brücke über Wasserlauf |                                    | Rußbach                                      | Rußbach                                      |
| Haltepunkt / Haltestelle | 13,536                             | Pillichsdorf                                 | Pillichsdorf                                 |
| Bahnhof | 15,985                             | Groß Engersdorf                              | Groß Engersdorf                              |
| Bahnhof | 18,577                             | Bockfließ                                    | Bockfließ                                    |
| Haltepunkt / Haltestelle | 21,812                             | Auersthal                                    | Auersthal                                    |
| Haltepunkt / Haltestelle | 25,680                             | Raggendorf Markt                             | Raggendorf Markt                             |
| Brücke über Wasserlauf |                                    | Weidenbach                                   | Weidenbach                                   |
| Abzweig geradeaus und von rechts |                                    | von Gänserndorf                              | von Gänserndorf                              |
| Bahnhof | 29,196                             | Groß Schweinbarth                            | Groß Schweinbarth                            |
| Strecke |                                    | nach Mistelbach                              | nach Mistelbach                              |

Die Stammersdorfer Lokalbahn, heute auch als Weinviertel-Landesbahn bezeichnet, ist eine eingleisige, nicht elektrifizierte Nebenbahn im niederösterreichischen Weinviertel. Die als Lokalbahn konzessionierte Strecke wird von den Österreichischen Bundesbahnen (ÖBB) betrieben und verband ursprünglich Stammersdorf mit Groß-Schweinbarth. Personenzüge verkehrten noch bis 14. Dezember 2019 auf dem Abschnitt Obersdorf–Groß-Schweinbarth.

## Geschichte

### Vorgeschichte
Die Geschichte dieser Lokalbahn beginnt bereits gut 20 Jahre vor ihrer Erbauung. Am 7. Juni 1884 wurde, gemeinsam mit der Strecke Floridsdorf–Groß Enzersdorf, die Dampftramwaystrecke Stephaniebrücke – Stammersdorf von der Dampftramway-Gesellschaft vormals Krauss & Comp. (DTKC) eröffnet. Zwei Jahre später, am 15. Juni 1886, nahm die Gesellschaft den Güterverkehr auf dieser Strecke auf. Der Ort Stammersdorf lag damals noch weit vor den Toren Wiens.
Am 2. Dezember 1897 empfahl erstmals der niederösterreichische Landesausschuss dem Landtag den Bau einer Lokalbahn von Stammersdorf nach Auersthal im Weinviertel, um das nördliche Wiener Umland besser an die Stadt anzubinden. Knapp ein Jahr später, am 4. September 1898, lag der Technische Bericht für das Projekt einer normalspurigen Lokalbahn Stammersdorf – Auersthal vor. Neben dem Bahnhof Stammersdorf wurden die Stationen Post Rendezvous, Hagenbrunn Haltestelle, Enzersfeld Halte- und Ladestelle, Eibesbrunn Haltestelle, Pillichsdorf, Groß Engersdorf Halte- und Ladestelle und Bockflüss vorgesehen.

### Bau und Betrieb

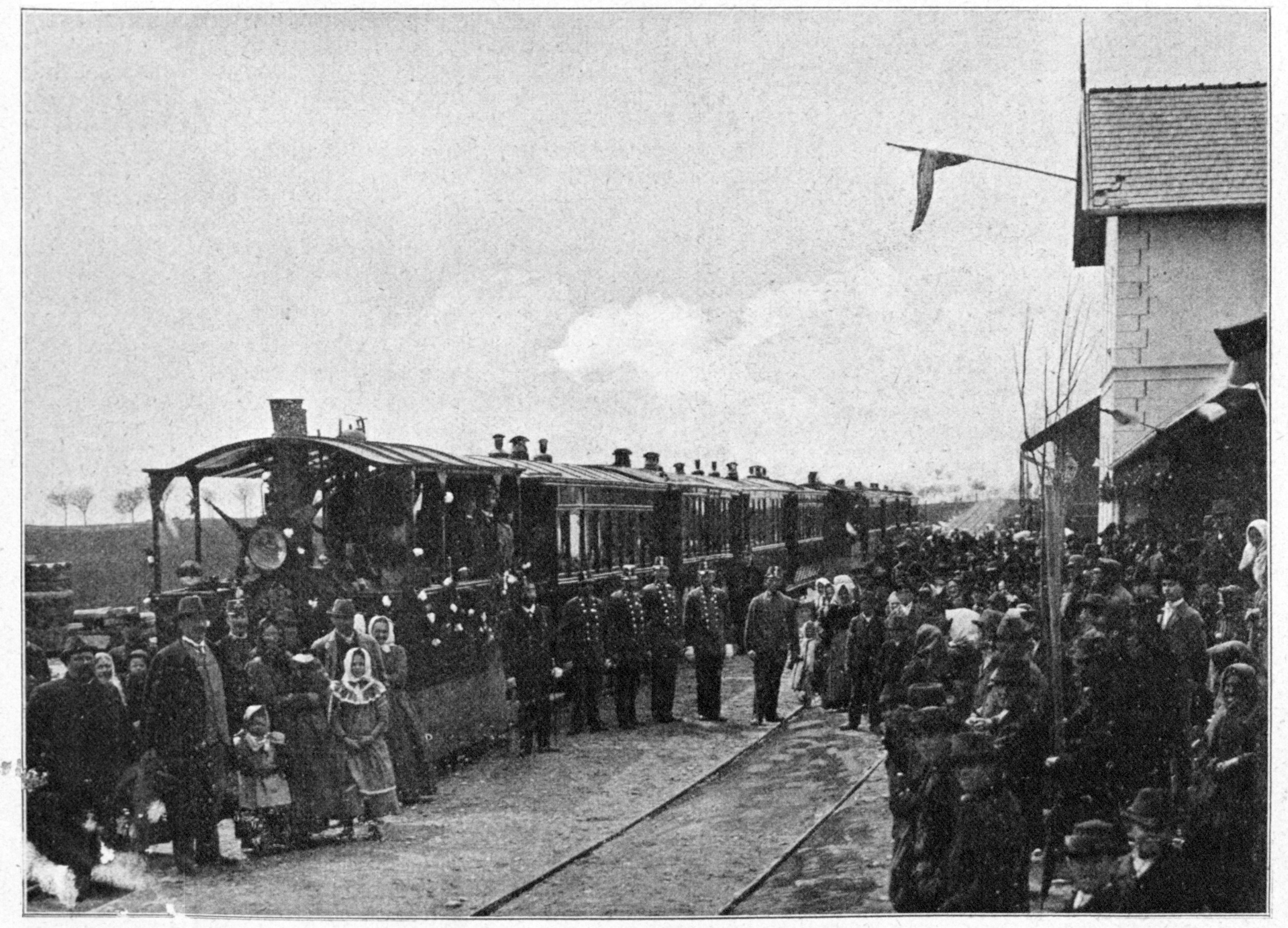
Die beiden Eröffnungszüge im Bahnhof Auersthal am 26. April 1903

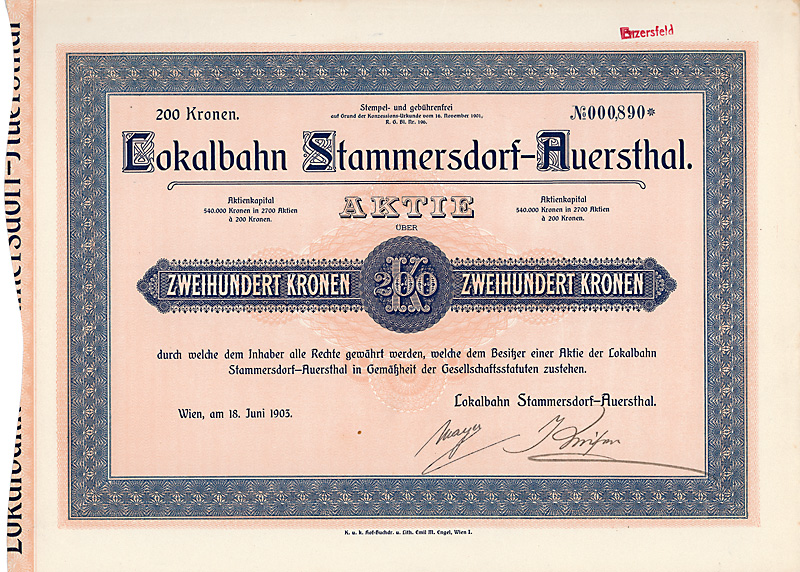
Aktie über 200 Kronen der Aktiengesellschaft Lokalbahn Stammersdorf-Auersthal vom 18. Juni 1903

Gestützt auf die Konzessionsurkunde vom 16. November 1901 begann im August 1902 in Regie des niederösterreichischen Landeseisenbahnamtes die Dampftramway-Gesellschaft Krauss & Comp. mit dem Bau der Lokalbahn Stammersdorf – Auersthal. Die technisch-polizeiliche Abnahme der Strecke erfolgte am 15. April 1903, ihre feierliche Eröffnung am 26. April 1903 mit dem Niederösterreichischen Statthalter Erich Graf Kielmansegg und dem Wiener Bürgermeister Karl Lueger als Ehrengästen. Am 21. Juli 1903 fand die konstituierende Generalversammlung der vom n.ö. Landesausschuss als Konzessionär der Strecke initiierten Aktiengesellschaft Lokalbahn Stammersdorf – Auersthal statt, welche fortan als Eigentümerin der Strecke fungierte. Das Aktienkapital betrug 540.000 Kronen in 2.700 Aktien. Im Verwaltungsrat saßen Vertreter der Niederösterreichischen Landesregierung, der Gemeinden entlang der Strecke und der betriebsführenden DTKC. Vizepräsident der Gesellschaft wurde Landesrat Robert Pattai. Mit der Dampftramway-Gesellschaft wurde ein unkündbarer Betriebsvertrag mit einer Laufzeit von 20 Jahren abgeschlossen.

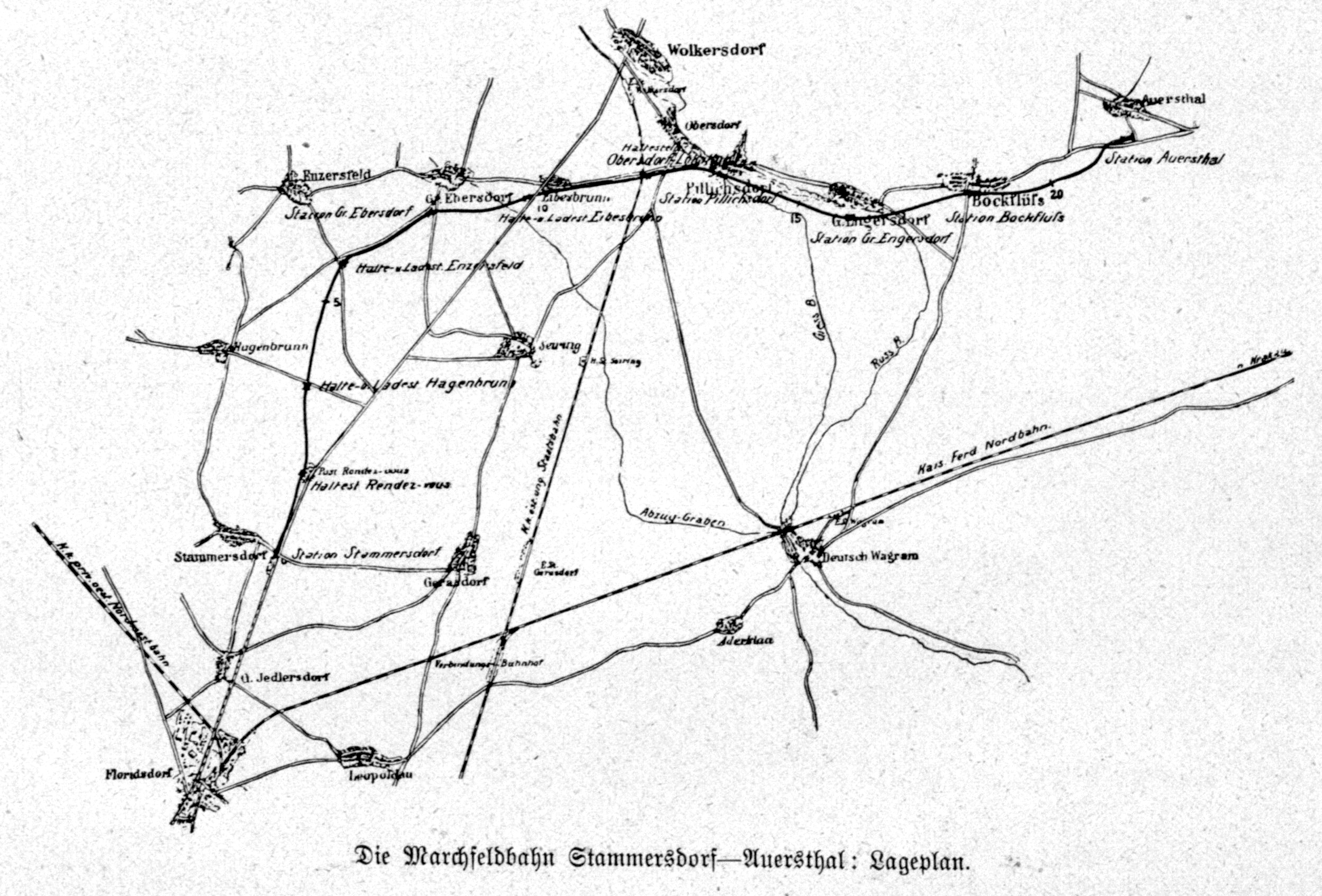
Streckenplan der „Marchfeldbahn“ (1903)

Von einer Zeitung erhielt die neue Bahnstrecke anlässlich der Eröffnung den Beinamen „Marchfeldbahn“, der jedoch in Folge auch auf andere Strecken übertragen wurde. Die Fahrzeit betrug für die Gesamtstrecke Augartenbrücke – Auersthal anfänglich ungefähr 1:45 Stunden, der Fahrpreis betrug 2 Kronen in der zweiten und 1,14 Kronen in der dritten Klasse. Bei der Station Obersdorf gab es von Anfang an eine Umsteigemöglichkeit zu der von der Staatseisenbahn-Gesellschaft betriebenen Laaer Ostbahn. Der Betrieb wurde zunächst lediglich nach einer provisorischen Regelung geführt.

### Gemeinde Wien

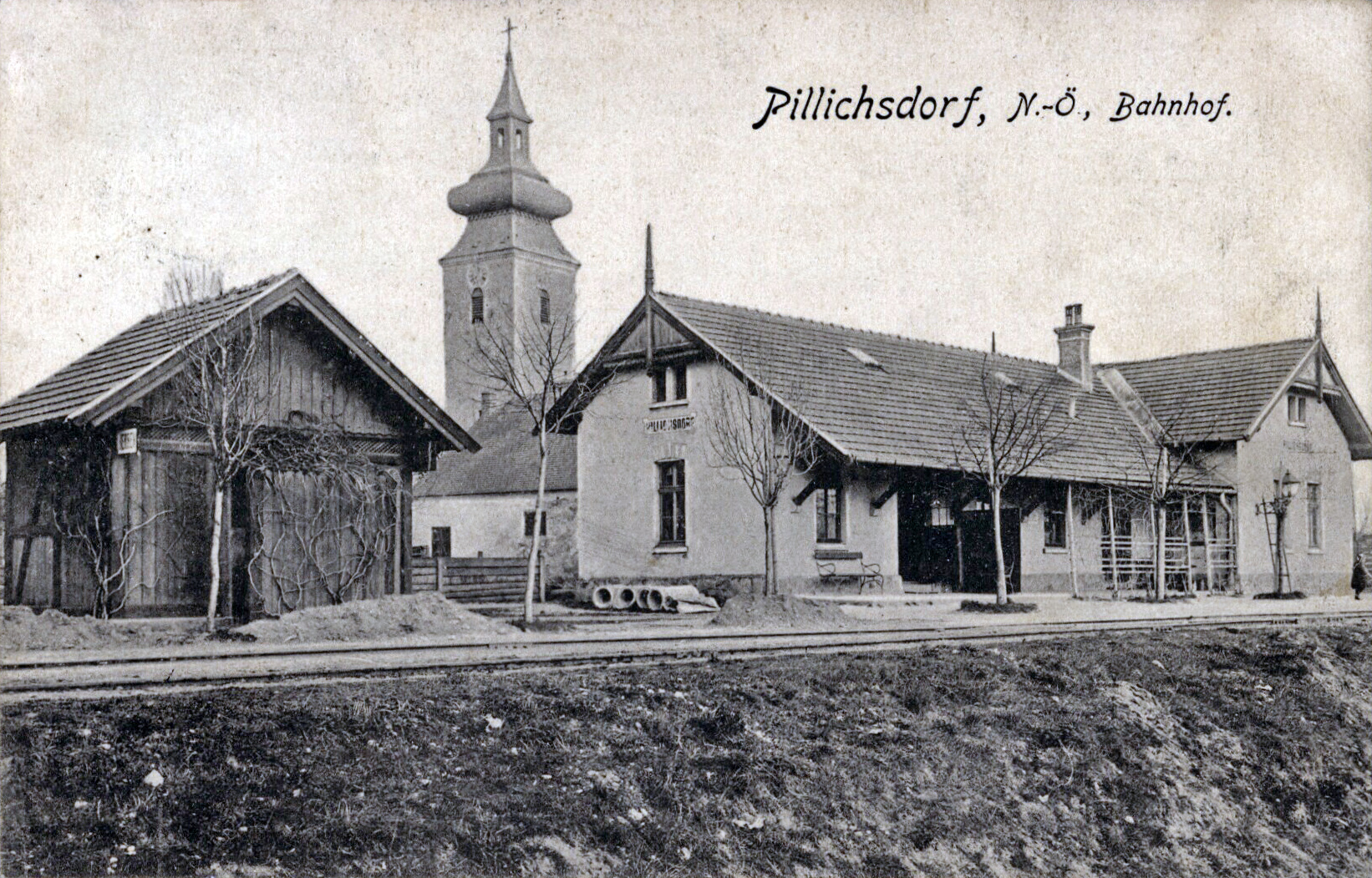
Bahnhof Pillichsdorf (1910)

Formalrechtlich wurde die Strecke, die für die Versorgung Wiens mit Lebensmitteln (insbesondere Milch) von Bedeutung war, rückwirkend mit 1. Jänner 1907 von der Gemeinde Wien übernommen, als diese die Dampftramway-Gesellschaft vormals Krauss & Comp. durch Kauf an sich brachte (mit eingeschlossen deren 229 Bedienstete). Wegen mancherlei aufgetauchter Schwierigkeiten (sprich dem vormals unkündbaren Betriebsvertrag mit der DTKC) erfolgte die Betriebsübernahme jedoch erst in der zweiten Hälfte des Jahres 1907.
Mit der Übernahme der DTKC ging auch die Betriebsführung der Lokalbahn auf die Gemeinde Wien – Städtische Straßenbahnen über. Zugleich übernahm die Gemeinde auch ein großes Aktienpaket der Lokalbahn-Aktiengesellschaft im Wert von 130.000 Kronen und entsandte zwei Mitglieder in den Verwaltungsrat, darunter Straßenbahndirektor Ludwig Spängler. Allerdings kam es in Folge der unterschiedlichen Auffassung über die definitive Regelung der Betriebsführung zu Komplikationen zwischen den Eigentümern der Bahn, was diese weiter verzögerte. Der Betrieb der Stammersdorfer Lokalbahn sollte das einzige Engagement der Wiener Straßenbahn im Betrieb von Lokalbahnen bleiben.
Die Dampftramway-Gesellschaft vormals Krauss & Comp. wurde mit 3. Jänner 1908 aufgelöst und nach Klärung aller rechtlichen Probleme (rein rechtlich führte die Gemeinde Wien den Betrieb, ohne Anspruch darauf zu besitzen) und der Betriebsübernahme durch die NÖLB schließlich am 29. Dezember 1914 aus dem Handelsregister gelöscht.
Nach der Genehmigung im August 1908 wurde mit 11. November 1908 eine im Kilometer 12,8 abzweigende, 1,9 Kilometer lange Schleppbahn zur Schottergrube Obersdorf in Betrieb genommen. Diese Anschlussbahn war bis 9. Mai 1922 in Betrieb.
Mit Urkunde vom 6. Jänner 1908 wurde der Aktiengesellschaft Lokalbahn Stammersdorf—Auersthal die Konzession zum Bau und Betrieb einer Lokalbahn zwischen Auersthal und Schweinbarth erteilt. Am 9. August 1909 wurde die Verlängerung der Strecke nach Groß Schweinbarth durch die Gemeinde Wien – städtische Straßenbahnen eröffnet. Hier bestand Anschluss an die 1906 eröffnete und von den Niederösterreichischen Landesbahnen (NÖLB) betriebenen Lokalbahn Gänserndorf–Mistelbach. Zugleich mit der Konzession zur Verlängerung erhielt die Aktiengesellschaft auch die Erlaubnis zum Bau der Lokalbahn Pirawarth–Dobermannsdorf, welche in zwei Abschnitten 1909 und 1911 eröffnet und von den NÖLB betrieben wurde. 1911 wurde die Strecke bis zum Bahnhof Stammersdorf durch die Gemeinde Wien elektrifiziert und ins Netz der Wiener Straßenbahn eingegliedert, der restliche Abschnitt fortan abgetrennt und separat betrieben. Dies erforderte aufgrund der vorerst gemeinsam benützten Gleisanlagen im Bahnhofsbereich den Einbau von Weichen, deren Herzstücke von den unterschiedlichen Radreifenprofilen von Straßenbahn- und Vollbahnfahrzeugen befahren werden konnten. Diese Weichen wurden kurzerhand in anderen Stationen der Strecke ausgebaut und in Stammersdorf verlegt. Der Bahnhof Stammersdorf erhielt daraufhin in den Jahren 1911–1917 ein neues Aufnahmegebäude, Güterschuppen mit Laderampe sowie ein Heizhaus mit angebautem Wasserturm. Es verblieb eine Gleisverbindung zwischen den beiden Betriebsformen, um beispielsweise Gepäck- und Güterwagen überstellen zu können. Hiervon wurde noch bis 1926 Gebrauch gemacht.
Der Verkehr auf der Lokalbahn entwickelte sich nicht wie erwartet. Trotz steigender Fahrgastzahlen war beispielsweise im Jahr 1910 ein Zuschuss des Landes Niederösterreich in der Höhe von 127.046 Kronen notwendig.
1912 fand eine Trassenrevision zur geplanten Verlängerung der Lokalbahn zur Station Jedlersdorf der Nordwestbahn statt, das Projekt wurde durch den Ersten Weltkrieg nicht verwirklicht.

### Ab 1913

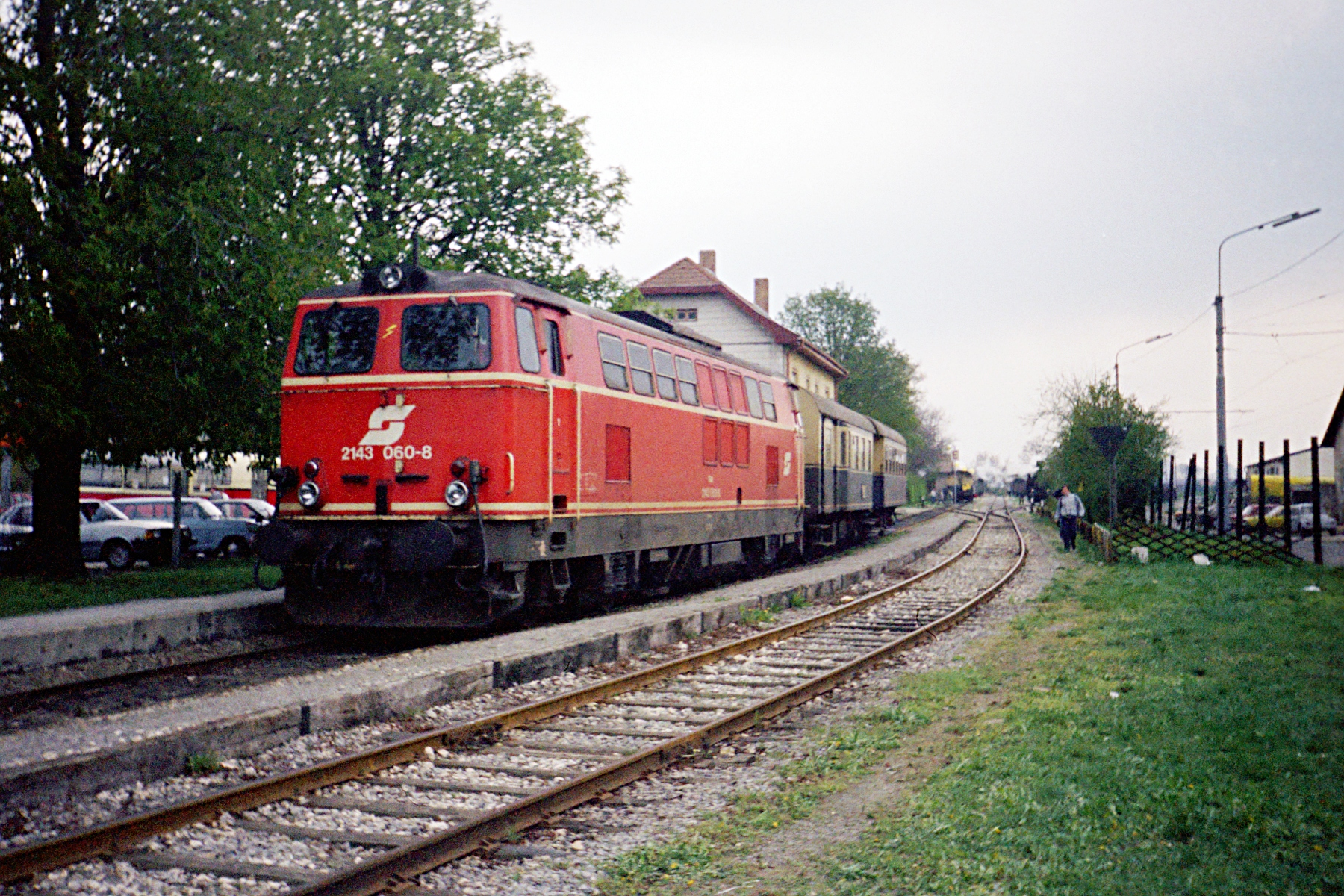
Diesellokomotive der Reihe 2143 mit Spantenwagen im Bahnhof Stammersdorf, März 1988

Am 1. Mai 1913 übernahmen die Niederösterreichischen Landesbahnen (NÖLB) die Betriebsführung der Strecke, welche die Lokalbahn vorerst mit den übernommenen Fahrzeugen weiter betrieb, jedoch den Oberbau verstärkte. Für das Geschäftsjahr 1914 standen Einnahmen von 419.384 Kronen Ausgaben in der Höhe von 511.307 Kronen gegenüber, die Strecke war also weiterhin defizitär. Es wurden in diesem Jahr mit 4168 Personenzügen und 1011 gemischten Zügen insgesamt 436.334 Reisende befördert. Nach dem Ersten Weltkrieg wurde die Postbeförderung auf der Lokalbahnstrecke aufgenommen.
Nach dem wirtschaftlichen Niedergang der NÖLB übernahmen rückwirkend mit 1. Jänner 1921 schließlich die Bundesbahnen Österreichs (BBÖ) den Betrieb der Linie, auf welcher in diesem Jahr insgesamt 28 Bedienstete stationiert waren. Zeitgleich übertrug die Aktiengesellschaft – gemeinsam mit denen der anderen Lokalbahnen in Niederösterreich – ihr Eigentum an den Bund. Aufgrund der geringen Auslastung führten die BBÖ ab den 1920er Jahren Verbrennungsmotortriebwagen auf der Lokalbahn ein, zum Einsatz kamen dabei verschiedene Prototypen und Einzelstücke.
Der Zweite Weltkrieg sorgte für einen Anstieg des Verkehrs, der den Einsatz stärkerer Lokomotivtypen notwendig machte. Bis 1943 wurde der Oberbau für höhere Achslasten ertüchtigt.
1955 diente die Strecke auch zum Abtransport von sowjetischen Besatzungstruppen, bis 1957 wurde der Oberbau grundlegend erneuert und für eine Achslast von 18 Tonnen verstärkt. Ab den 1970er Jahren wurde die Lokalbahn zum Ausgedinge vieler Vorkriegs-Triebwagentypen, diese reichten für den durch die zunehmende Motorisierung stetig abnehmenden Personenverkehr aus. 1977 endete der Dampfbetrieb auf der Lokalbahn.
Im Mai 1988 wurde, einschließlich mehrerer anderer und dünn ausgelasteter Lokalbahnstrecken im Weinviertel, der Abschnitt Stammersdorf–Obersdorf eingestellt. Gleichzeitig wurde auf dem verbleibenden Abschnitt der Takt verbessert und der Haltepunkt Obersdorf wurde rund 300 Meter näher an die Haltestelle der Laaer Ostbahn verlegt. Diese Maßnahmen brachten eine Vervielfachung der Fahrgastzahlen
1995 wurden die Gleise zwischen Stammersdorf und Obersdorf abgetragen und später durch einen Themenweg ersetzt.

### Radweg „Dampfross & Drahtesel“

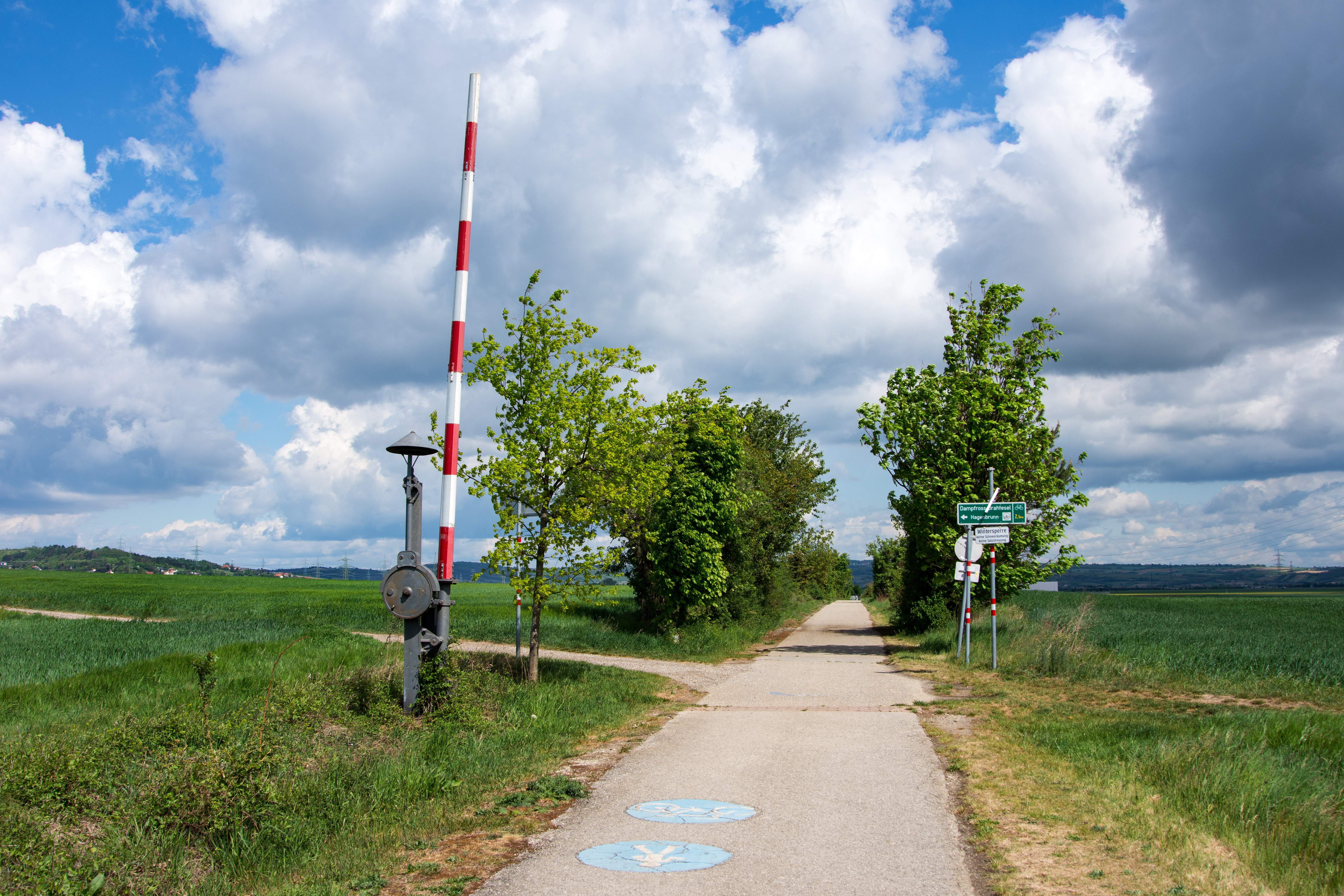
Bild des Radweges

Zwischen 2002 und 2005 wurde auf der Trasse der ehemaligen Lokalbahn von Stammersdorf nach Pillichsdorf der Radweg Dampfross und Drahtesel angelegt und am 10. September 2005 seiner Bestimmung übergeben. Über weite Teile verläuft auch der Radweg EuroVelo 9 über diese Trasse. 2010 wurde der Radweg über Großengersdorf, Bockfließ, Strasshof bis Deutsch-Wagram verlängert. Die Streckenlänge beträgt 39,2 Kilometer und verläuft großteils auf asphaltiertem Radweg.
2011 legte die Österreichische Post als Teil einer Sonderpostmarkenserie das 90-Cent-Wertzeichen 100 Jahre Stammersdorfer Lokalbahn auf. 

## Fahrzeugeinsatz

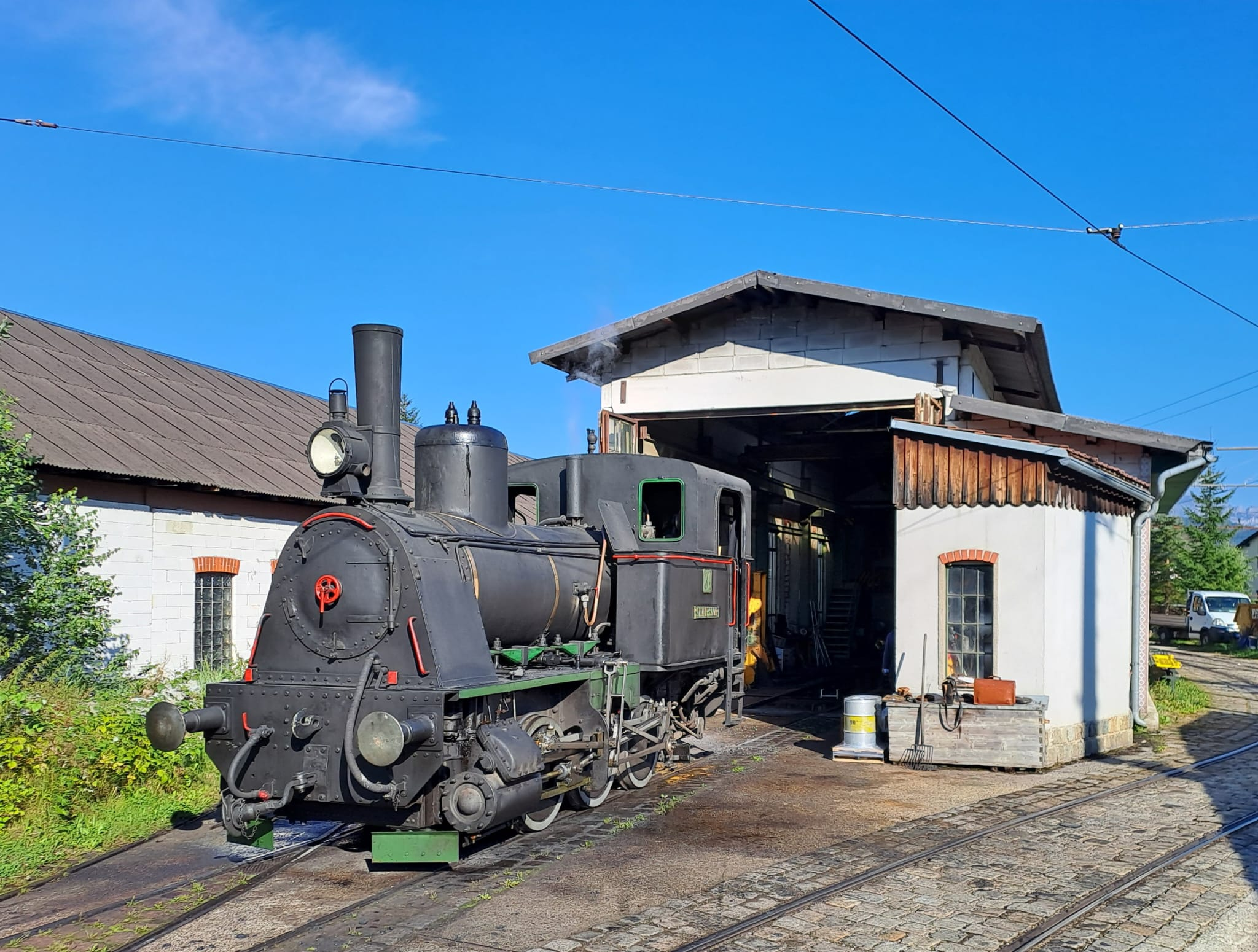
Lok 31 „Stammersdorf“

Betrieben wurde die Strecke anfangs mit den nur rund 60–100 PS starken, dreiachsigen Dampftramwaylokomotiven der DTKC. Ab 1904 kamen die zwei eigens für diese Strecke bei der Lokomotivfabrik Krauss & Comp. Linz gebauten Dreikuppler Nr. 31 „Stammersdorf“ und Nr. 32 „Auersthal“ (später Reihe NÖLB 6) zum Einsatz. Diese Maschinen leisteten rund 150 PS und besaßen Kupplungen sowohl für die Straßenbahnfahrzeuge (Trompetenkupplung) als auch normale Zug- und Stoßvorrichtung.

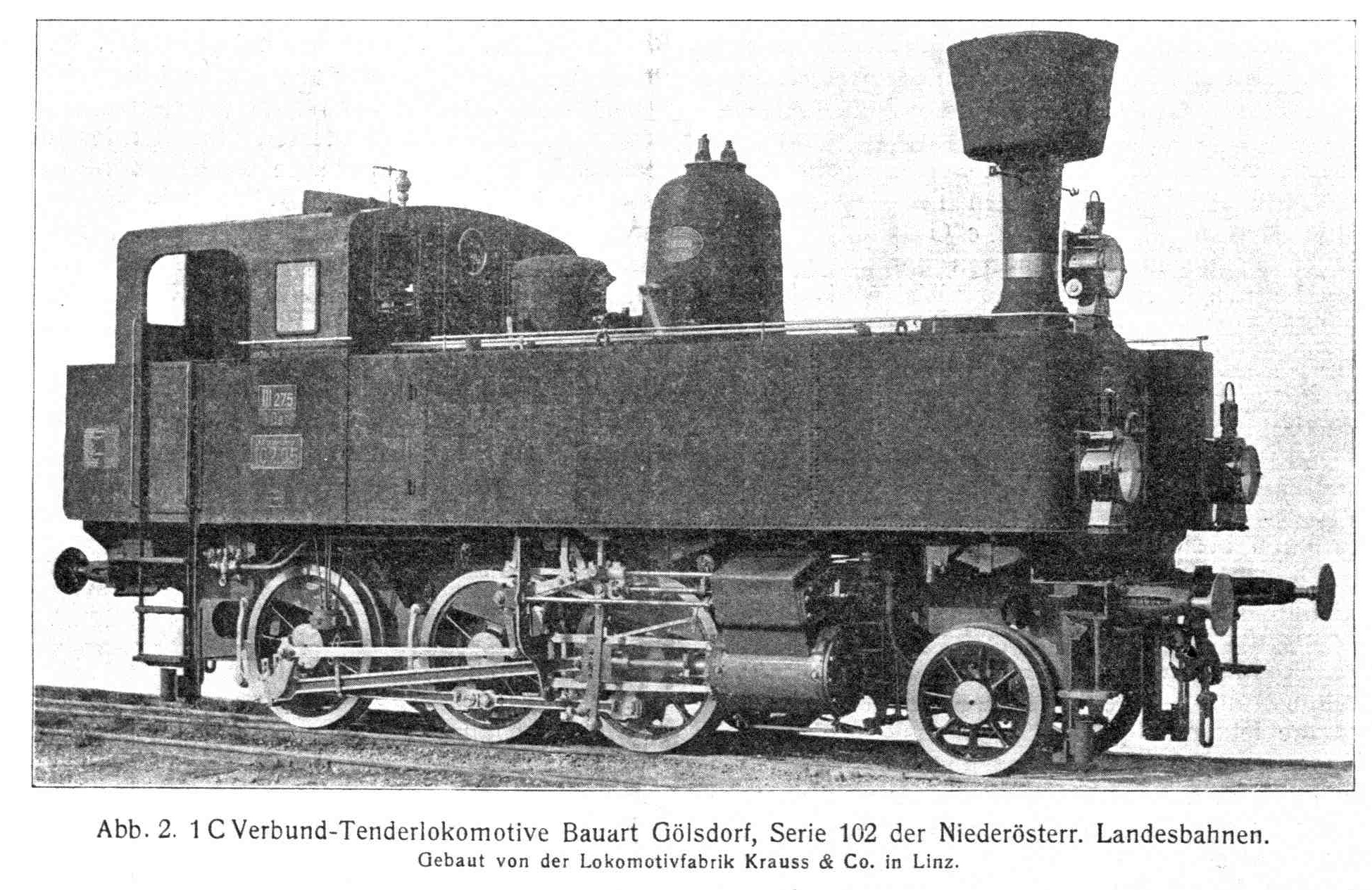
NÖLB 102

Mit der Übernahme durch die NÖLB kamen neben den kleinen Zweikupplern Reihe 1 die leistungsfähigeren 1’C-Lokomotiven der Reihe 102 (kkStB 99) und 202 zum Einsatz, welche bis in die zweite Hälfte der 1920er Jahre das Bild der Lokalbahn prägen sollten. Zwischenzeitlich fuhren aber auch die von Karl Gölsdorf entwickelten Loks der NÖLB Reihe 104 (kkStB 178) auf der Lokalbahn.
Die BBÖ setzten ab den 1920er Jahren aufgrund des geringen Fahrgastaufkommens erstmals im größeren Stil Verbrennungsmotortriebwagen auf der Strecke ein. Es kam eine Vielzahl an Typen, darunter der als „Typ Mistelbach“ bezeichnete ehemalige Stadtbahnwagen VT 31, weiters die Typen VT 10, VT 11 und VT 12 von Warchalowski sowie die umgebauten Autobusse VT 60 zum Einsatz. Daneben wurde die später allgegenwärtige 1´D´1-Heißdampftype BBÖ 378 (später ÖBB 93) auf der Lokalbahn heimisch.
Der Zweite Weltkrieg brachte einen Verkehrsaufschwung, welche u. a. Lokomotiven der Reihen 75.7 (BBÖ 229) und 55.0 (preußische G 7.1) auf die Strecke brachte.
Nach dem Krieg dominierten lange Jahre die Baureihen ÖBB 93 (BBÖ 378) und ÖBB 52 das Bild der Lokalbahn. Aber auch einige Exoten wie die ungarischen MAV 375 und 376 oder ein Exemplar der Reihe 89 (kkStB 97) verirrten sich auf die Strecke. Ab den 1960er Jahren erfolgte die Verdieselung, zum Einsatz kamen nun Altbau-Dieseltriebwagen der Reihen ÖBB 5041, 5042, 5044 und 5144 sowie die vormals im Schnellverkehr eingesetzten „Blauen Blitze“ der Reihe ÖBB 5145. Lokbespannte Züge wurden mit den Reihen 2043 und 2143 geführt. Das Wagenmaterial bestand ab den 1950er Jahren aus Spantenwagen.
Auf dem Reststück ab Obersdorf kamen von 1988 bis zur Einstellung im Jahre 2019 ausschließlich Triebwagen der Reihe 5047 zum Einsatz.

## Das Schweinbarther Kreuz

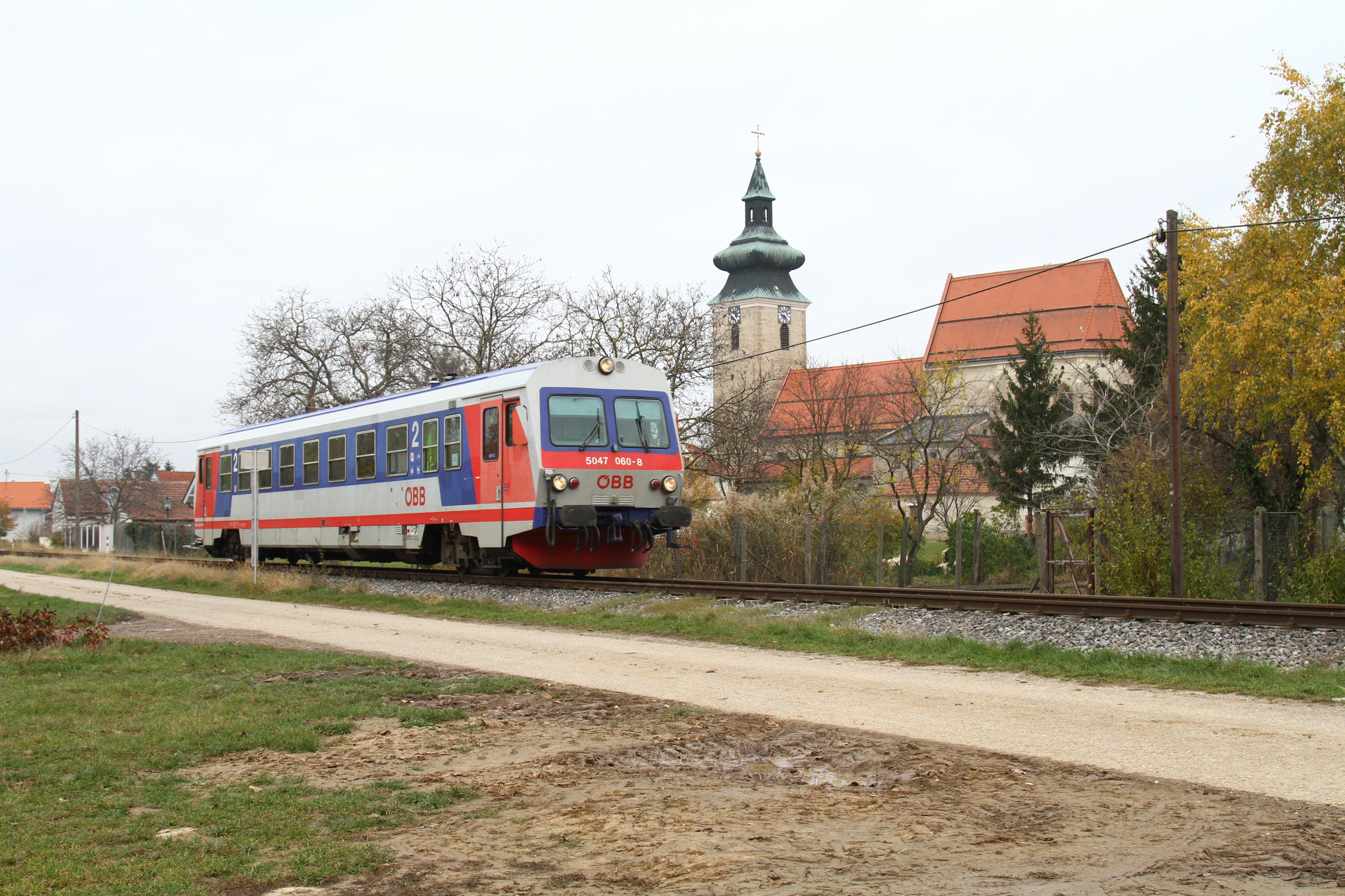
5047 060 passiert die Pfarrkirche Pillichsdorf

Infolge der Aufgabe des Abschnitts Stammersdorf – Obersdorf wurde die verbleibende Strecke verkehrsmäßig mit der Lokalbahn Gänserndorf – Mistelbach kombiniert, Anschluss zur Wiener S-Bahn bestand in Obersdorf (S 2 und S 7) und in Gänserndorf (S 1). Diese beiden Strecken bildeten einst zusammen mit der Bahnstrecke Bad Pirawarth – Dobermannsdorf das Schweinbarther Kreuz. Als die beiden Abschnitte Obersdorf – Groß Schweinbarth und Gänserndorf – Groß Schweinbarth miteinander kombiniert wurden, ging diese Bezeichnung als Spitzname auf die neue Verbindung über, nicht zuletzt wegen ihres kuriosen Verlaufs: von Obersdorf über Auersthal ging die Strecke westlich an Raggendorf vorbei, stichbahnartig nach Groß-Schweinbarth und Bad Pirawarth, dort wieder in die Gegenrichtung und östlich an Raggendorf vorbei bis Gänserndorf.
Diese Streckenkombination wurde von den ÖBB betrieben. Es wurden die Dieseltriebwagen der Reihe 5047 eingesetzt, auch mit Desiro-Triebwagen wurden Probefahrten durchgeführt.
Die Strecke Obersdorf – Groß Schweinbarth – Gänserndorf wurde an Werktagen in der Regel im Stundentakt befahren. An Wochenenden verkehrten die Züge nur im Zweistundentakt. Die Strecke Obersdorf – Groß Schweinbarth – Bad Pirawarth wurde in der Regel ebenfalls im Stundentakt befahren, wodurch sich im Abschnitt Obersdorf – Groß Schweinbarth ein annähernder Halbstundentakt mit Zugkreuzung in Bockfließ ergab. Der Zugverkehr wurde mit Fahrplanwechsel am 15. Dezember 2019 eingestellt.
Diverse Pläne sehen eine Weiterführung der Strecke vor, so beispielsweise eine Übernahme durch die GKB. Dies würde aber nur dann gelingen, wenn das Land Niederösterreich diese Verkehre bestellt. Die ÖBB planen die Strecke derweilen im Bestand zu lassen. Im Frühling 2021 wurde das gesamte Schweinbarther Kreuz, einschließlich der Strecke Obersdorf – Groß-Schweinbarth, nach Messfahrten gesperrt. Rund ein Jahr wurden nach erneuten Messfahrten die Teilstrecken nach Gänserndorf und Obersdorf bzw. Bad Pirawarth geöffnet. Am 12. März 2022 verkehrte anlässlich des 50-jährigen Jubiläums des Eisenbahnvereins öSEK (Erster österreichischer Straßenbahn- und Eisenbahnklub) ein Nostalgiezug mit dem ehemals hier eingesetzten Dieseltriebwagen 5042.14 auf dem gesamten Streckenabschnitt.

## Streckenverlauf

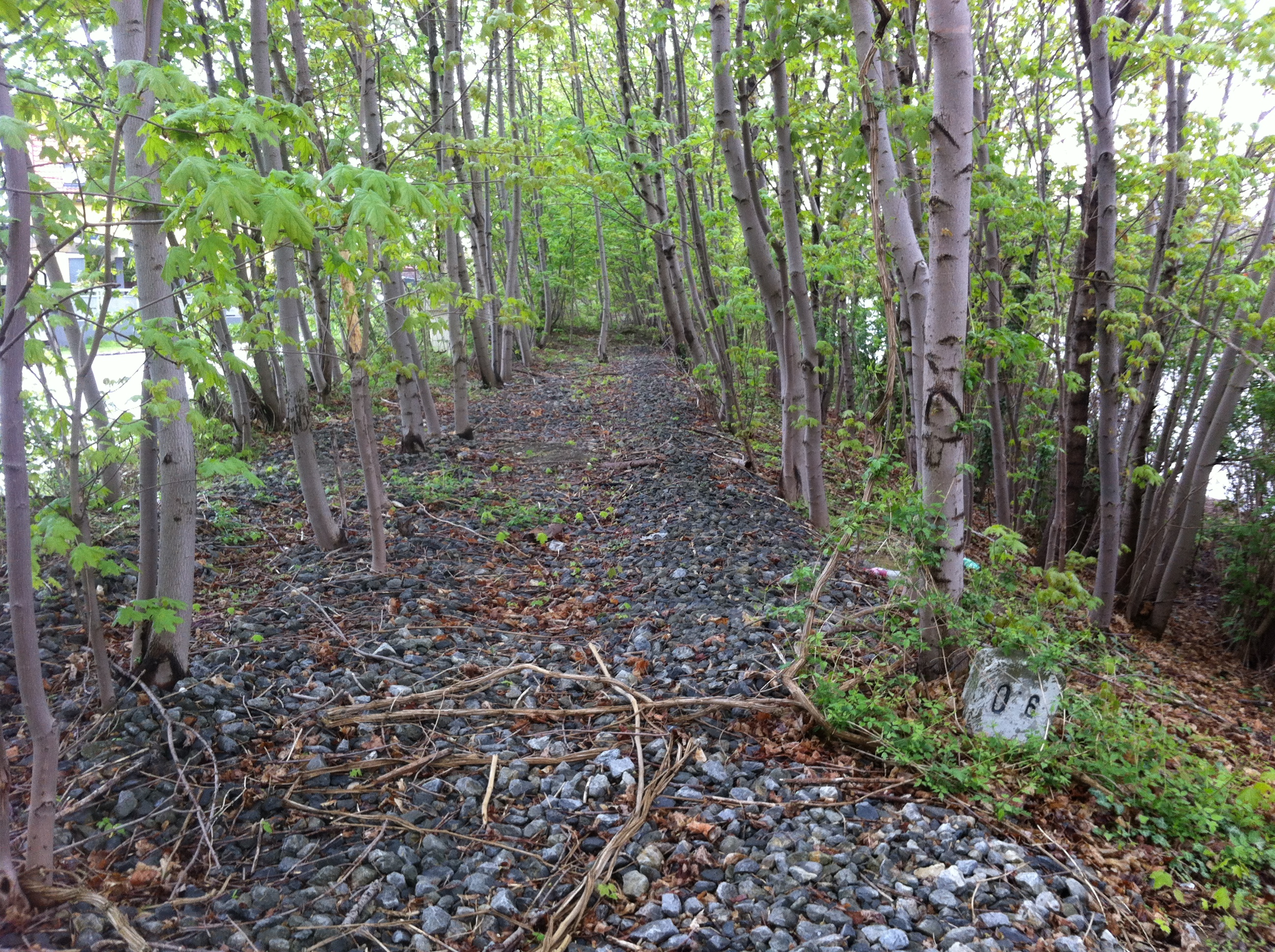
Aufgelassener Bahndamm nördlich von Stammersdorf mit Gleisschotter

Der Ausgangsbahnhof Stammersdorf liegt am Westsaum des Marchfelds noch im Stadtgebiet von Wien, und die Bahnstrecke musste nach Ausfahrt bereits den sogenannten „Kleinen Wagram“ – oder Stammersdorfer Berg – als Geländeschwelle parallel zur Brünner Straße hinein ins Weinviertel erklimmen. Nordwestwärts wurde fernab der Ortschaft Enzersfeld im Weinviertel erschlossen, um dann ostwärts über Eibesbrunn das Tal des Russbachs und die Kreuzung mit der Laaer Ostbahn bei Obersdorf-Pillichsdorf zu erreichen. Am Fusse der Hügel des Hochleithenwalds baute man die Strecke nun weiter über Bockfließ zum früheren Knotenbahnhof Groß-Schweinbarth in der Niederung des Weidenbachs (March).